# 11.3×36mmR
11.3×36mmR (일반적으로 "11mm 몬테네그로"로 불림)는 오스트리아-헝가리에서 개발된 림형 리볼버 및 기총 탄약통이다. 원래 Früwirth M1872 Repetiergewehr용으로 설계되었지만, 가설 M1870 리볼버에도 사용되었다. 이 구경은 몬테네그로 패턴 리볼버 때문에 발칸 전역에 널리 퍼졌다.
이 탄약통은 더 이상 제조되지 않지만, 애호가들은 약간 변형된 7.62×54mmR 황동을 원래 길이로 잘라 다양한 종류의 주로 주조된 총알을 사용하여 복제한다.

## 같이 보기
- 11mm 구경
- 림형 탄약통 목록
- 권총 탄약통 목록
- 권총 및 소총 탄약통 표